# Арцваник
Арцваник (арм. Արծվանիկ) — село, находящееся на склоне горы, в районе города Капан (Армения).
Рядом с поселением имеется крупное одноименное хвостохранилище — Арцваникское, в котором накапливаются хвосты Каджаранского медно-молибденового месторождения.

## Население
Согласно Кавказскому календарю на 1910 г., население села к 1908 г. составляло 952 человека, в основном армян. В 1911 году — 955 человек, армяне. К началу 1914 года указано 1 319 жителей, так же преимущественно армяне.
В 2008 году численность жителей составляла 657 человек.

## Галерея

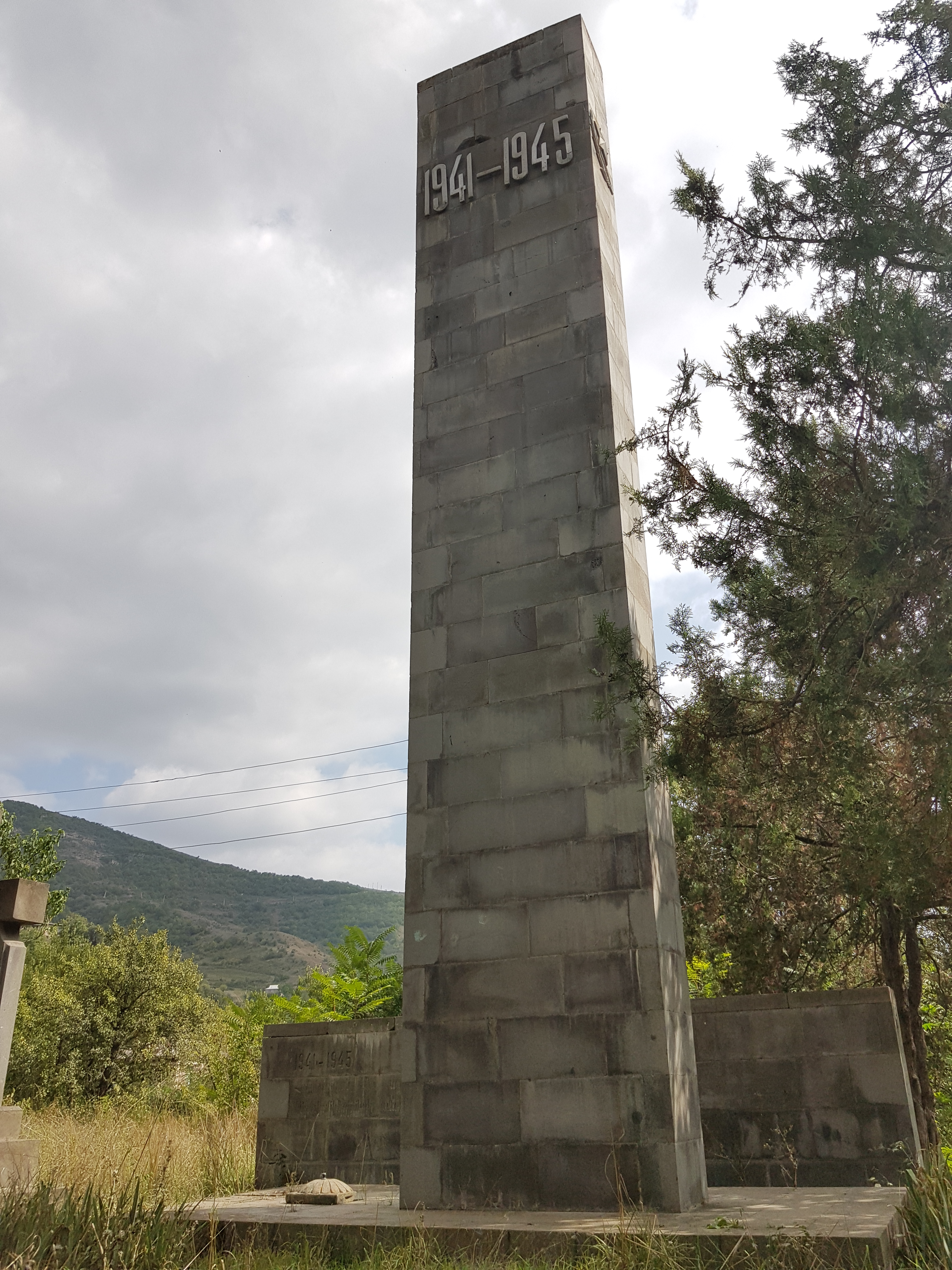
Мемориал памяти Великой Отечественной войны
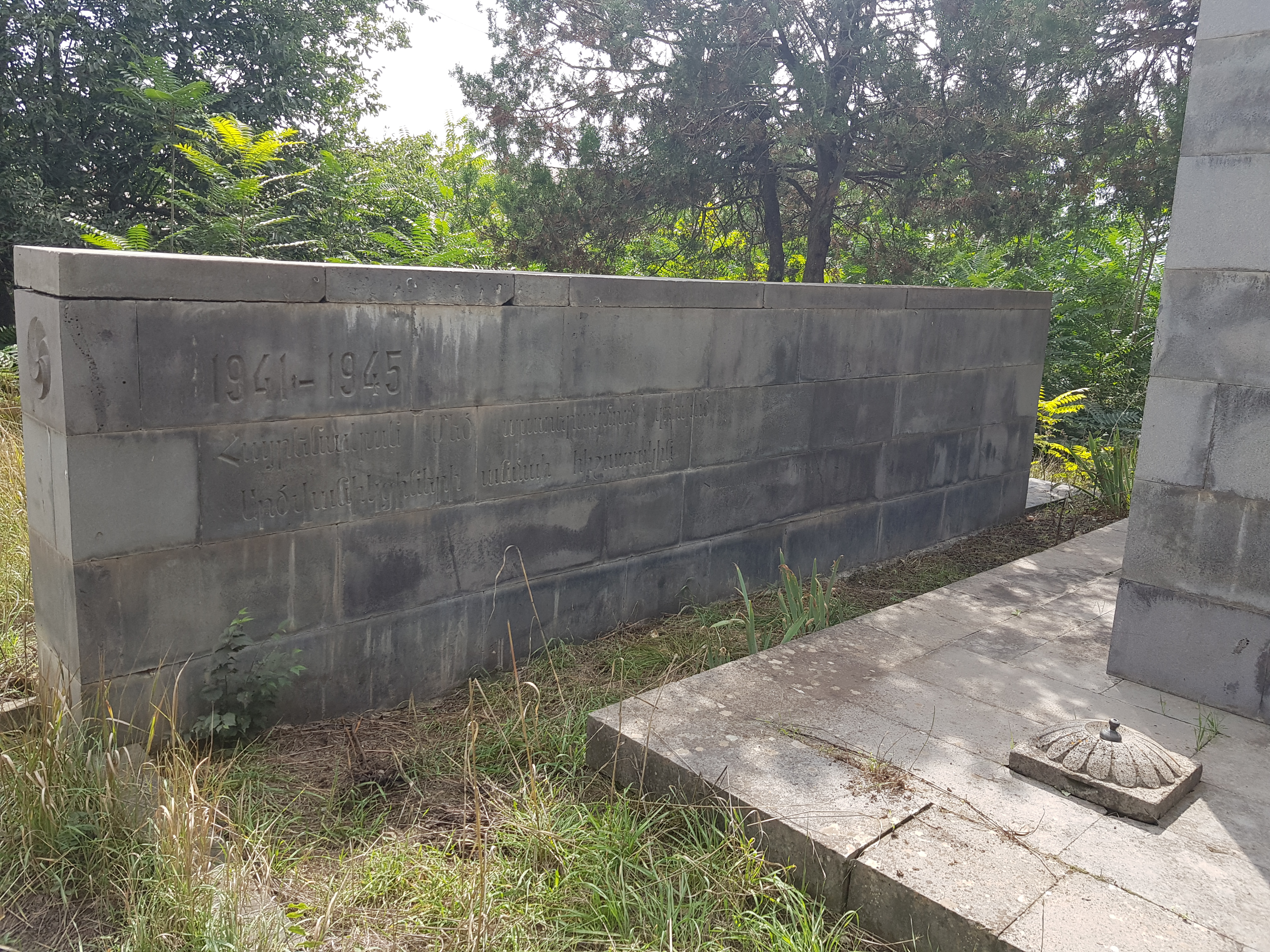
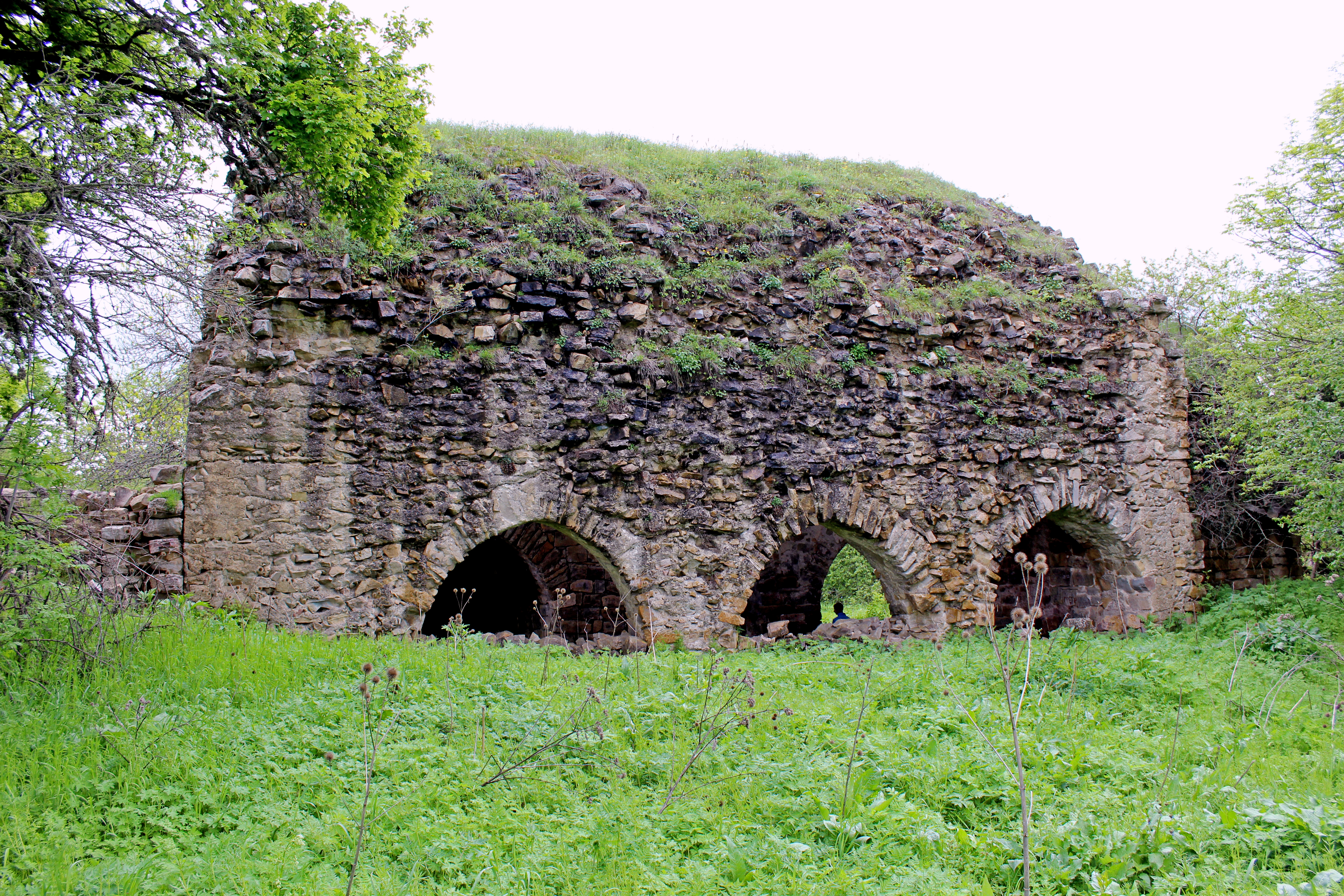
Останки монастыря Ерицаванк, V век